# Göstling-Formation
Die Göstling-Formation, auch Göstlinger Schichten  oder Göstlinger Kalk ist eine lithostratigraphische Formation der Trias in den Nördlichen Kalkalpen. Die Typlokalität liegt bei Göstling an der Ybbs im niederösterreichischen Ybbstal.

## Geschichte
Der Begriff Göstlinger Schichten wurde zum ersten Mal 1864 von Marko Vincenc Lipold gebraucht.

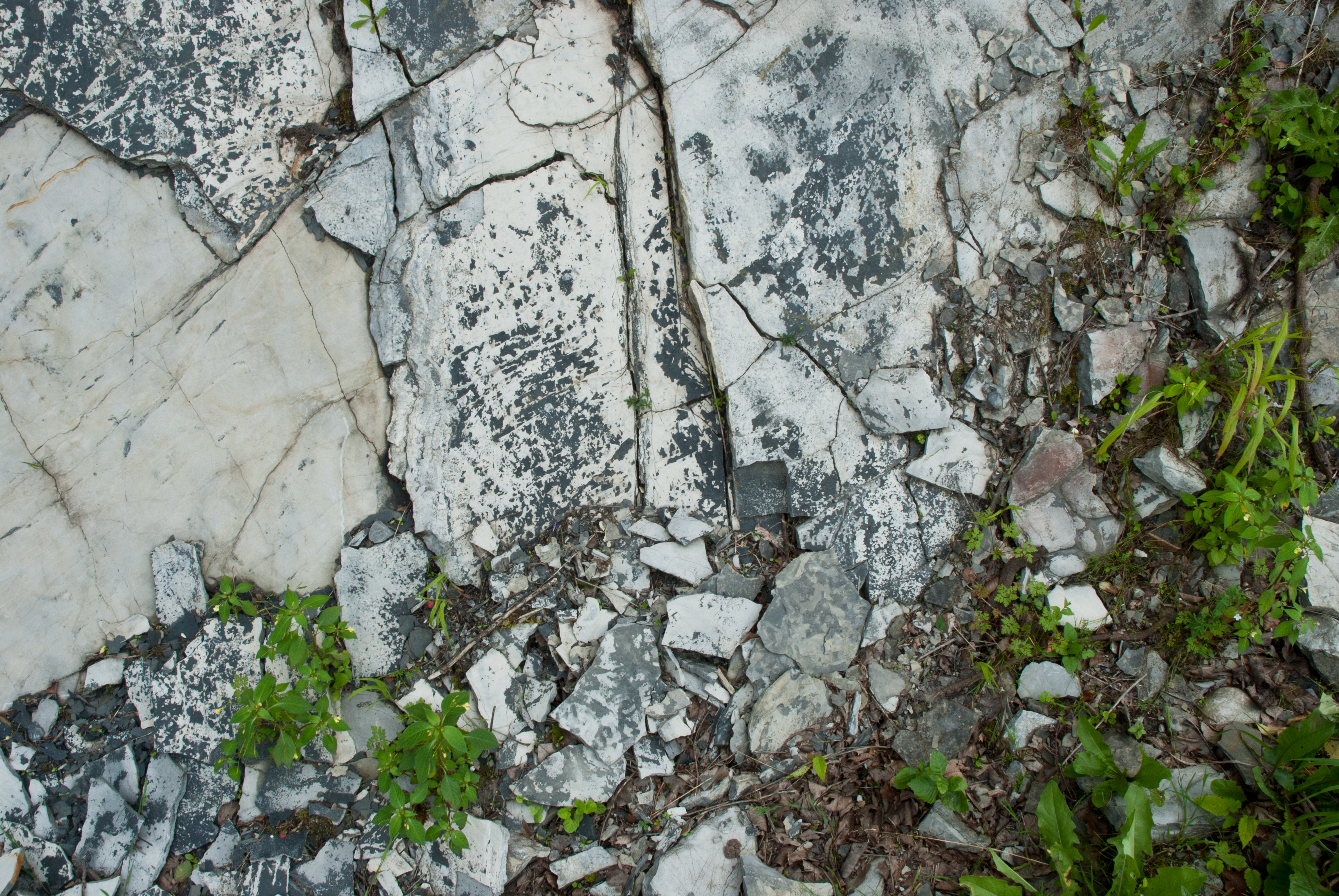
Gesteine der Göstling-Formation an der Erlauftal Straße östlich von Göstling

## Definition und Verbreitungsgebiet
Die dunkelgrauen Gesteine der geringmächtigen Göstling-Formation bestehen aus fein geschichteten Kiesel- und Kalklagen, die schmale Mergellagen führen und bituminös sind. Stellenweise kommen Hornsteinknollen vor. Die Göstling-Formation beschränkt sich auf den Ostteil der Nördlichen Kalkalpen, wo sie im südlichen Teil der Reifling-Formation diese überlagert. Die Göstling-Formation selbst wird von der Reingraben-Formation überlagert.

## Zeitliche Einordnung
Die Göstlinger Schichten werden in das frühe und mittlere Karnium datiert.

## Fossilführung
An Ammoniten kommen unter anderen Protrachyceras hadwigiae, Trachyceras subaustriacum und Sirenites junonis vor. Mehrfach beschrieben sind auch Medusenabdrücke. Die Mikrofauna wird unter anderen von Schwebcrinoiden und Kieselschwammnadeln gebildet, weiters von Conodonten und Holothurienstacheln.